# Rampieux

Rampieux este o comună în departamentul Dordogne din sud-vestul Franței. În 2009 avea o populație de 141 de locuitori.

## Geografie
Pe bazinul hidrografic dintre Dordogne și Garonne, Rampieux se află pe marginea stațiunii Agenais. Rampieux este o zonă de policultură. Este în principal creșterea bovinelor fie pentru producția de carne, fie pentru producția de lactate, adesea asociată cu producția de tutun sau cu pruncul. Acestea adăugate producției de cereale, livezilor și floarea-soarelui contribuie la diversificarea peisajului agricol.

## Toponimie
În Occitană, orașul este numit Rampiu.

## Orașele vecine
Rampieux se învecinează cu alte șapte comune, dintre care două în departamentul Lot-et-Garonne. La sud-est, Lavalade se învecinează la doar 120 de metri.

## Evoluția populației
Evoluția numărului de locuitori este cunoscută prin recensămintele populației desfășurate în comuna din 1793. Din 2006, populațiile legale ale comunelor sunt publicate anual de INSEE. Recensământul se bazează acum pe o colecție anuală de informații, care acoperă succesiv toate teritoriile municipale pe o perioadă de cinci ani. Pentru municipalitățile cu mai puțin de 10.000 de locuitori, se efectuează un sondaj de recensământ al întregii populații la fiecare cinci ani, populațiile legale ale anilor intermediari fiind estimate prin interpolare sau extrapolare. Pentru municipalitate, primul recensământ cuprinzător în cadrul noului sistem a fost realizat în 2005.
În 2015, municipalitatea avea 149 de locuitori, o creștere de 9,56% față de 2010 (Dordogne: + 0,31%, Franța, cu excepția Mayotte: + 2,44%).
| An        | 1975 | 1982 | 1990 | 1999 | 2006 | 2009 |
| --------- | ---- | ---- | ---- | ---- | ---- | ---- |
| Populație | 154  | 155  | 155  | 162  | 158  | 141  |